# Волончук, Фёдор Фёдорович
Фёдор Фёдорович Волончук (21 мая 1910, Таганрог, область Войска Донского — 3 февраля 1984, Севастополь) — советский офицер, разведчик и диверсант Разведотряда Черноморского флота, участник второй обороны Севастополя, неоднократно действовал в тылу врага. Автор мемуаров (1961).

## Биография
Родился 21 мая 1910 года в Таганроге. С 1921 года жил в селе Студенок (ныне Глуховского района Сумской области). Окончил семилетнюю школу, работал в сельскохозяйственном обществе молотобойцем, машинистом на мельнице. С 1927 года работал в Юзовке на шахте станочником в забое. В 1929 году переехал в Таганрог, где работал кузнецом. В 1930 году по комсомольской путевке добровольно пошёл служить в Военно-морской флот СССР. Служил на крейсере «Червона Украина» в Севастополе. С 1936 года по 1941 год служил в отделах тыла Черноморского флота.

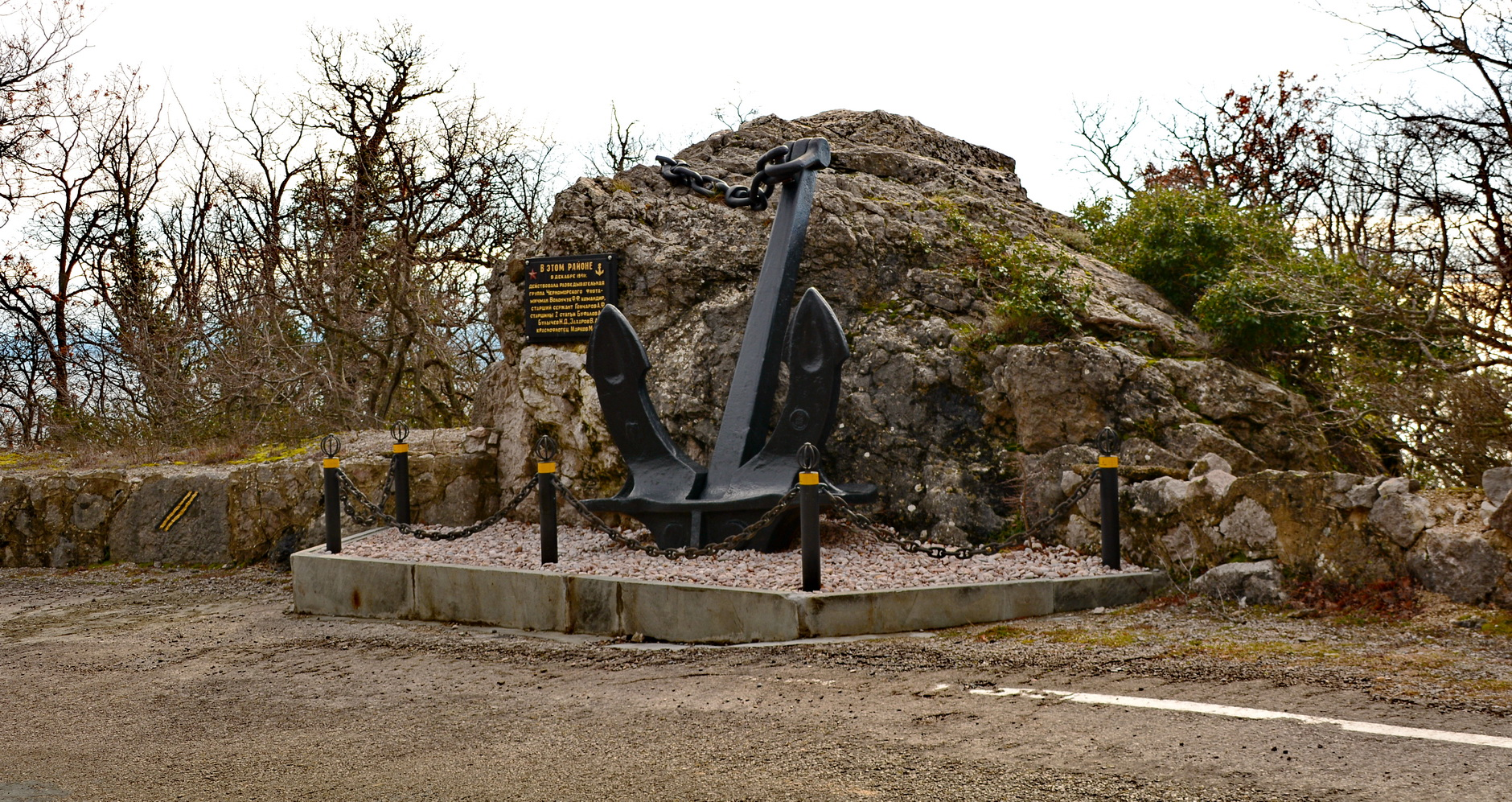
Памятный знак в честь разведчиков Черноморского флота на Южнобережном шоссе

После нескольких отказов по рапортам об отправке на фронт, через голову начальника обратился к контр-адмиралу И. Д. Елисееву и был направлен в Учебный отряд. С августа 1941 года в составе отдельного разведывательного отряда разведывательного отдела штаба ЧФ под командой капитана В. В. Топчиева. Отряд был создан для ведения разведки и диверсионных действий против сухопутного противника. Участник обороны Севастополя. 2 ноября 1941 во главе группы совершил свой первый разведвыход в сторону Бахчисарая. Уже с конца ноября 1941 года началось проведение систематических высадок подразделений разведотряда с моря в тыл противника.
В декабре 1941 года группа разведчиков была высажена в ближайшем тылу противника на Балаклавском направлении на побережье бухты Ласпи. В данной операции участвовал и взвод под руководством Волончука.
6 декабря 1941 года, высадившись с двух торпедных катеров прямо в порту, разведчики разгромили в оккупированной Евпатории полицейское управление, захватили пленных, освободили заключённых и сожгли в порту три шхуны. Награждён медаль «За отвагу»..
10 декабря 1941 года были высажены с моря со шхуны и произвели во вражеском тылу ряд диверсий на Ялтинском шоссе. Всего за двенадцать ночей было уничтожено одиннадцать автомашин. В январе подорвали стволы орудий дальнобойной батареи.

Удостоверение Волончука Ф. Ф. от Крымского штаба партизанского движения за подписью В. А. Берёзкина для нахождения за линией фронта

Фото разведчика были сделаны в Севастополе для всесоюзного журнала «Краснофлотец» в 1942 году.
В мае 1942 после катастрофы Крымского фронта часть отряда с Волончуком была переброшена на подлодке в Новороссийск и далее на базу в Кабардинку. Далее вёл разведку и наблюдение с двух полузатопленных в заливе транспортов.
В ходе разведывательных и боевых действий на Умпырском перевале Главного Кавказского хребта группа Волончука в ночь с 5 на 6 октября 1942 года совместно со штурмовым отрядом 174-го горнострелкового полка, внезапным ударом овладела важным опорным пунктом противника на высоте 1017 метров над уровнем моря.
В июне 1943 года был переброшен на самолёте с Кавказа в одно из соединений Крымских партизан. На базе Бахчисарайского партизанского отряда в июне 1943 года действовала радиофицированная группа Ф. Ф. Волончука, заброшенная для разведки района Симферополя, Севастополя и Ялты. Побывал в занятом врагом Севастополе, где встретился с руководителем севастопольского подполья В. Д. Ревякиным. В январе 1944 года вернулся на Большую землю.
После войны находился на должностях материально-технического обеспечения Разведывательного отдела штаба ЧФ. В запасе с 10 июня 1960 в звании майора интендантской службы с должности начальника склада тыла 651 Одесской военно-морской базы ЧФ.
Жил и работал в Севастополе. Автор военных мемуаров, которые выдержали несколько изданий.
Умер 3 февраля 1984 года. Похоронен в Севастополе на Мемориальном братском кладбище советских воинов в посёлке Дергачи, левый сектор, ряд 6, место 2.

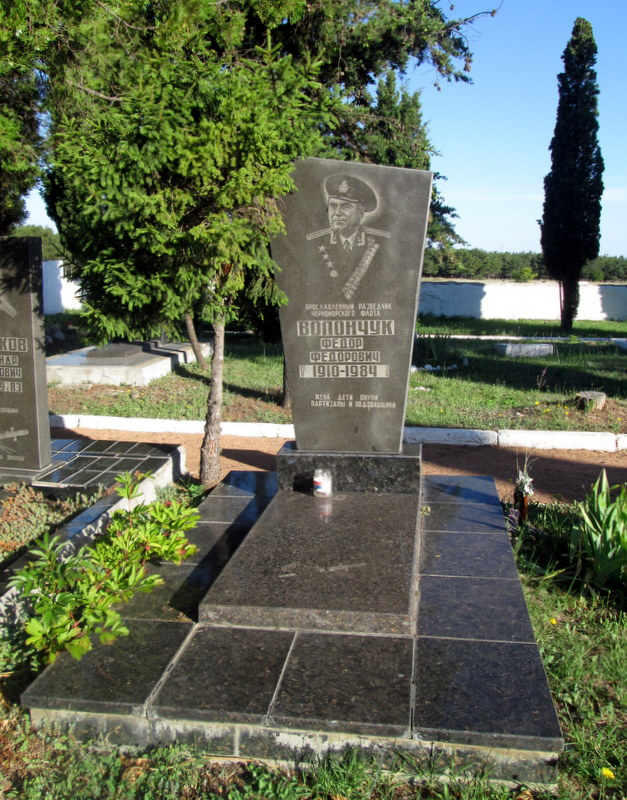
Могила Ф. Ф. Волончука, Дергачи, левый сектор, ряд 6, место 2

## Награды[5]
| 08.12.1941 | Медаль «За отвагу»                                                           |
| 15.04.1942 | Орден Красной Звезды                                                         |
| 1942       | Медаль «За оборону Севастополя»                                              |
| 07.04.1943 | Орден Отечественной войны I степени                                          |
| 14.12.1943 | Орден Красного Знамени                                                       |
| 27.09.1944 | Орден Красной Звезды                                                         |
| 1944       | Медаль «За оборону Кавказа»                                                  |
| 03.11.1944 | Медаль «За боевые заслуги»                                                   |
| 04.05.1945 | Медаль «Партизану Отечественной войны» I степени                             |
| 27.10.1945 | Медаль «За победу над Германией в Великой Отечественной войне 1941—1945 гг.» |
| 10.11.1945 | Орден Красной Звезды                                                         |
| 15.11.1950 | Орден Красного Знамени                                                       |
| 30.12.1956 | Орден Ленина                                                                 |

## Примечание
1. 1 2  Анатолий Данильченко, подполковник в отставке. Тюльпаны памяти // Газета Красная звезда. — 2010. — 22 апрель. Архивировано 18 сентября 2013 года.
2. 1 2 3 4  Волончук Федор Федорович. 35-я батарея (2013). Дата обращения: 25 июля 2020. Архивировано 13 ноября 2013 года.
3. 1 2  Волончук, Фёдор Фёдорович. Виртуальный некрополь Севастополя (2015). Дата обращения: 29 августа 2021. Архивировано 29 августа 2021 года.
4. ↑  Волончук Ф. Ф. По тылам врага.. — Серия: Военные мемуары.. — М.: Воениздат, 1961. — 142 с.
5. ↑  Волончук Федор Федорович Картотека награждений. ОБД Память народа. Министерство обороны РФ (2021). Дата обращения: 29 августа 2021. Архивировано 29 августа 2021 года.
6. ↑  В представлении указан как Валанчук Федор Федорович